# Asirska umjetnost
Asirska umjetnost (1900. – 539. pr. Kr.) u sjevernoj Mezopotamiji (Asirija) je bila najutjecajnija civilizacija mezopotamijske umjetnosti srednjeg razdoblja. Javlja se jačanjem gradova Ašur i Niniva (možda i Erbil) oko 2500. pr. Kr., a za vrijeme vladara Novoasirskog Carstva (1075. – 612. pr. Kr.) Asirsko Carstvo je obuhvaćalo cijelu Mezopotamiju, Levant, Cipar, Elam i Egipat. Medijci su 612. pr. Kr. pomogli Babilonu da osvoji Ninivu, čime je okončano Asirsko Carstvo i na ovom prostoru zavladala ponovno babilonska umjetnost koja je za vrijeme Asirskog Carstva stagnirala.

## Asirska arhitektura
Asirska umjetnost je danas poznata zahvaljujući iskopavanjima i kasnijim proučavanjima u Ninivi (uz današnji grad Mosul), i drugim gradovima Asirije. Temeljnim proučavanjima palača, hramova i ostataka asirskih gradova, arheolozi su stekli iskustvo koje im je kasnije omogućilo da lakše pristupe proučavanju drugih mezopotamskih gradova koji su bili skoro potpuno uništeni. 
Asirska civilizacija je počivala na ostvarenjima Sumera, ali su ih tumačili na osobit način.Sumerske, akadske i babilonske gradove od opeke lako osvaja ratnički narod Asiraca i umjesto njih nastaju gradovi od kamena (obično vapnenac)  i reprezentativna (i agresivna) kraljevska umjetnost. Palače asirskih vladara dostigle su veliku veličinu i sjaj. Iako su građevine još uvijek uglavnom od opeke, kapije i niži dijelovi unutrašnjih zidova važnih prostorija oblagani su velikim kamenim pločama (npr. Asurbanipalova palača u Ninivi).

## Asirska skulptura
Kamene ploče su asirski dodatak, jer na sjeveru Mezopotamije za razliku od pustinjskog i močvarnog juga, može se pronaći kamen u obilju. One su ukrašene niskim reljefima koji predstavljaju demone-čuvare u kombinaciji reljefa i slobodne plastike sa zadatkom da na pojedinca ostave utisak moći i veličanstva kralja. Lamasu čuvari-demoni su bili namijenjeni gledanju frontalno (gdje se vide dvije noge) ili iz profila (gdje se vide četiri noge), zato imaju pet prikazanih nogu ako ih se gleda iskosa. Ostali zaštitni izrezbareni likovi asirskih palača bili su krilati geniji u niskom reljefu, poznati kao apkallu, koji obično imaju ljudske glave, ali ponekad i ptičje glave te nose sakralne predmete. U palačama su se nalazili reljefi koji su opisivali kraljeve vojničke podvige s natpisima. Natpisi sadrže mnoštvo podataka o bitkama, događajima i učesnicima. U tim prizorima nema ni drame ni heroizma, a ishod se ne dovodi u pitanje. To su najstariji narativni reljefi. Oni opisuju događaj u točno određenom vremenu i prostoru, što je bilo izvan domašaja i egipatske i sumerske umjetnosti. Asirci su morali da stvore čitav niz novih rješenja da bi se izborili s problemom slikarskog pripovijedanja. Reljef je plitak, ali zahvaljujući vještog stupnjevanja površine, velike je mase i volumena, figure su velike fizičke snage, a prizori su dramatični. Karakterizacija likova postiže se određenim tipom frizure, posebnom odjećom ili određenim stavom, pa je tako uvijek vladar na prijestolju ili u ratnim kolima.
Zbog mnoštva prikazanih događaja na reljefima nije ostajalo dovoljno mjesta na zidu za glorifikaciju vladara. Toj svrsi su poslužili posebni reljefi na kojima je vladar prikazivan u lovu na lavove. To je bio više ceremonijalni lov u znak sjećanja na rano razdoblje kada su vladari morali da zaista štite svoje pleme od lavova. Vojnici bi štitovima oblikovali kvadrat u koji bi bila puštana životinja koju je kralj ceremonijalno ubijao.
Mnoštvo reljefa, istih odlika kamene umjetnosti, izvedeno je od bronce i bjelokosti, posebice oni pronađeni u Nimrudu jer je bio veliko trgovačko središte egzotične bjelokosti iz Afrike, i tu su djelovali strani majstori iz Sirije i Fenicije.
- Ranjeni lav, reljef iz palače u Ninivi, 7. st. pr. Kr.
- Lamasu čuvari Dur-Šarukina, Louvre, Pariz.
- Genij iz palače u Dur-Šarukinu, Louvre.
- Demon zaštitnik Pazuzu, bronca, Louvre.
- Izraelski kralj Jehu kako se klanja Asirskom kralju Šalmanaseru III., Crni obelisk iz 827. pr. Kr. s prikazom Povijesti svijeta.

## Poveznice
- Mezopotamijska umjetnost
- Sumerska umjetnost
- Babilonska umjetnost